# RMS Alaunia (1913)
O RMS Alaunia foi um navio de passageiros da Cunard Line.
Construído em 1913 em Greenock, o navio afundou em 19 de outubro de 1916, durante a Primeira Guerra Mundial, quando foi atingido por uma mina perto de Hastings, East Sussex.
A Cunard voltou a utilizar o nome em outros navios lançados em 1925 e em 1960.